# Hans Schwarz (Theologe)

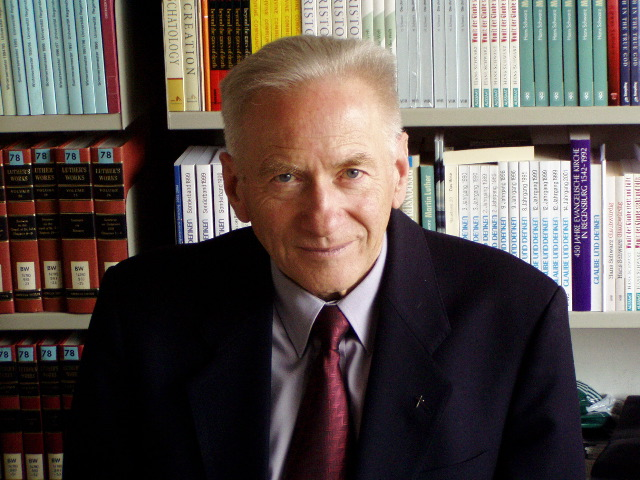
Hans Schwarz

Hans Schwarz (* 5. Januar 1939 in Schwabach) ist ein deutscher evangelisch-lutherischer Theologe.

## Leben und Wirken
Nach dem Abitur 1958 an der Oberrealschule in Schwabach studierte Schwarz evangelische Theologie und Anglistik an den Universitäten Erlangen und Göttingen. 1963 bestand er das landeskirchliche Examen der Evangelisch-Lutherischen Kirche in Bayern und promovierte gleichzeitig mit der Arbeit Das Verständnis des Wunders bei Heim und Bultmann (Stuttgart 1966) in Erlangen zum Dr. theol. Nach Absolvieren des Predigerseminars in Nürnberg (1963–64), einem einjährigen Studienaufenthalt an der Oberlin Graduate School of Theology in Ohio, USA, und dem Vikariat in Erlangen-Bruck wurde er 1966 in der Bayerischen Landeskirche ordiniert und begann mit Hilfe eines DFG-Forschungsstipendiums seine Habilitation zum Naturverständnis Martin Luthers. 
1967 folgte er einen Ruf an das Evangelical Lutheran Theological Seminary in Columbus, Ohio, USA, jetzt Trinity Lutheran Seminary, zunächst als Instructor for Systematic Theology, dann Assistant und Associate Professor und schließlich zum ersten Inhaber der Edward C. Fendt Professur für Systematische Theologie. 1981 wurde er auf den Lehrstuhl für Evangelische Theologie, Systematische Theologie und theologische Gegenwartsfragen der Universität Regensburg berufen, den er bis zu seinem altersbedingten Ausscheiden (2004) innehatte. Er ist aber weiterhin an der Universität Regensburg tätig, besonders in der Doktorandenausbildung, den Kontakten mit ausländischen Universitäten und Lehrveranstaltungen.
Schwarz hatte verschiedene Gastprofessuren inne: 1973/74 an der Augustana-Hochschule Neuendettelsau, 1974 an der Pontificia Universita Gregoriana in Rom, 2008 an der Karls-Universität Prag, sowie von 1985 bis 2008 am Lutheran Theological Southern Seminary in Columbia, South Carolina, USA, wo er jedes zweite Jahr für ein Semester lehrte. 
Durch seinen intensiven Kontakt mit ehemaligen Doktoranden von fünf Kontinenten unternahm er viele Vortragsreisen und hielt hunderte von Vorträgen. Durch seine Buchveröffentlichungen, die meist auf Englisch erschienen, deckte er das gesamte Spektrum der Systematischen Theologie ab. Sein besonderes Interesse gilt jedoch dem Verhältnis von Theologie und Naturwissenschaften, der Theologiegeschichte des 19. Jahrhunderts und der Theologie der Reformatoren. Er ist Mitglied der American Academy of Religion, wo er in den Steering Committees der 19th Century Theology Group und der Group Lutheran Theologies and Global Lutheranism engagiert ist. Von 2000 bis 2014 war er 1. Vorsitzender der Karl-Heim-Gesellschaft, die den Dialog zwischen den Naturwissenschaften und der Theologie fördert. Da für ihn Theologie und Kirche zusammengehören, ist er seit vielen Jahren Mitglied des Kirchenvorstandes der Neupfarrkirche in Regensburg und predigt dort regelmäßig.

## Ehrungen
- Verdienstmedaille der Comenius-Universität Bratislava, Slowakei (1999)
- Dr. h. c. Orthodoxe Fakultät, Universität Oradea, Rumänien (2001)
- Silbermedaille des Klosters Hosios Loukas, Griechenland (2001)
- Patriarchenkreuz der Rumänisch-Orthodoxen Kirche (2003)
- Dr. h. c. Reformierte Universität Debrecen, Ungarn (2006)

## Werke in Auswahl
- Schöpfungsglaube im Horizont moderner Naturwissenschaft (R.A.T. 7), Neukirchen-Vluyn 1996
- Jenseits von Utopie und Resignation: Einführung in die christliche Eschatologie, Wuppertal 1990
- Die christliche Hoffnung: Grundkurs Eschatologie, Göttingen 2002
- Theology in a Global Context: The Last Two Hundred Years. Grand Rapids, MI (USA), Cambridge (UK): Eerdmans, 2005. XVIII, 597 S.
- The Theological Autobiography of Hans Schwarz. A Multi-Cultural and Multi-Denominational Ministry, Vorwort: Craig Nessan, Lewiston, NY: The Edwin Mellen Press, 2009. 256 S.
- Planting Trees: A Theological Autobiography, in: Dialog, Bd. 40/2 (Summer 2001), S. 138–146.
- Jerusalem und Athen gehören zusammen, in: Kerygma und Dogma 51 (2005). S. 253–262 (Abschiedsvorlesung Regensburg).
- Theologie im globalen Kontext. Die großen Themen und Personen des 19. und 20. Jahrhunderts (Übersetzung: Hardy Sünderwald), Brunnen Verlag, Gießen 2016, ISBN 978-3-7655-9567-7.